# Eublemma argillacea
Eublemma argillacea là một loài bướm đêm trong họ Erebidae.